# エドワード・キッツィス
エドワード・"エディ"・ローレンス・キッツィス（Edward "Eddy" Lawrence Kitsis, 1971年2月14日 - ）は、アメリカ合衆国の脚本家、プロデューサーである。ABCのテレビシリーズ『LOST』や『ワンス・アポン・ア・タイム』で知られる。

## 生い立ちと私生活
ミネソタ州で生まれる。2002年5月、ジェニファー・ズースマンとの交際が報じられ、2003年3月29日にアリゾナ州スコッツデールで結婚した。

## キャリア
共同で脚本を書いているアダム・ホロウィッツとは同じウィスコンシン大学マディソン校の卒業生であり、「Introduction to Film」のクラスで知り合った。1993年にラジオ・テレビ・映画の学位を取得した後ホロウィッツと共にロサンゼルスに移った。『LOST』への参加以前には『フェリシティの青春』や『Popular』の脚本を書いていた。
『LOST』には2005年に第1シーズン半ばで脚本家兼プロデューサーとして加わる。2005年秋からの第2シーズンからはスーパーバイジングプロデューサーに昇格した。キッツィスを含む脚本家陣は第1及び第2シーズンの執筆により全米脚本家組合賞のドラマシリーズ賞を受賞した。2006年から2007年にかけての第3シーズンでは共同エグゼクティブ・プロデューサーに昇格した。さらに2008年の第4シーズンも続投した。また第4シーズンにより再び全米脚本家組合賞にノミネートされた。2009年の第5シーズンではエグゼクティブプロデューサーに昇格した。第5シーズンにより脚本家陣は第62回全米脚本家組合賞ドラマシリーズ賞にノミネートされた。2010年の最終第6シーズンでもエグゼクティブプロデューサーを務めた。
2010年には『トロン』の続編の『トロン: レガシー』の脚本を執筆した。
キッツィスとホロウィッツはABCより2011年10月23日に始まったファンタジードラマシリーズ『ワンス・アポン・ア・タイム』を企画した。この作品では記憶を奪われて、別の世界に飛ばされたおとぎ話のキャラクターたちが描かれる。両者はこの7年前に『LOST』に参加する以前から構想していたが、プロジェクト開始は同番組終了まで待たねばならなかった。

## 主なフィルモグラフィ

### テレビシリーズ

#### 製作
| 年          | 作品                                        | 備考                                  |
| ----------- | ------------------------------------------- | ------------------------------------- |
| 2001-2002   | フェリシティの青春 Felicity                 | 計14話製作                            |
| 2002-2003   | ゴッサム・シティ・エンジェル Birds of Prey  | 計9話製作                             |
| 2004-2005   | Life as We Know It                          | 計4話製作                             |
| 2005-2010   | LOST Lost                                   | 計35話共同製作総指揮 計32話製作総指揮 |
| 2007-2008   | Lost: Missing Pieces                        | 計13話共同製作総指揮                  |
| 2011-継続中 | ワンス・アポン・ア・タイム Once Upon a Time | 製作総指揮                            |
| 2013        | Once Upon a Time in Wonderland              | 製作総指揮                            |

#### 脚本
| 年          | 作品                                        | エピソード | 備考 |
| ----------- | ------------------------------------------- | --- | ---- |
| 2000-2001   | Popular                                     | 第1シーズン第8話「Tonight's the Night」 |      |
| 2000-2001   | Popular                                     | 第1シーズン第15話「Booty Camp」 |      |
| 2000-2001   | Popular                                     | 第1シーズン第21話「What Makes Sammy Run」 |      |
| 2000-2001   | Popular                                     | 第2シーズン第2話「Baby, Don't Do It」 |      |
| 2000-2001   | Popular                                     | 第2シーズン第7話「Ur-ine Trouble」 |      |
| 2000-2001   | Popular                                     | 第2シーズン第12話「The Shocking Possession of Harrison John」 |      |
| 2000-2001   | Popular                                     | 第2シーズン第15話「It's Greek to Me」 |      |
| 2000-2001   | Popular                                     | 第2シーズン第20話「You Don't Tug on Superman's Cape...You Don't Spit into the Wind...You Don't Pull the Mask off the Ol' Lone Ranger...And You Don't Mess Around with Big Bertha Muffin」 |      |
| 2001        | フェリシティの青春 Felicity                 | 第4シーズン第3話「Your Money or Your Wife」 |      |
| 2001        | フェリシティの青春 Felicity                 | 第4シーズン第10話「Fire」 |      |
| 2002-2003   | ゴッサム・シティ・エンジェル Birds of Prey  | 第1シーズン第3話「Prey for the Hunter」 |      |
| 2002-2003   | ゴッサム・シティ・エンジェル Birds of Prey  | 第1シーズン第6話「Primal Scream」 |      |
| 2002-2003   | ゴッサム・シティ・エンジェル Birds of Prey  | 第1シーズン第7話「Split」 |      |
| 2002-2003   | ゴッサム・シティ・エンジェル Birds of Prey  | 第1シーズン第8話「Lady Shiva」 |      |
| 2002-2003   | ゴッサム・シティ・エンジェル Birds of Prey  | 第1シーズン第11話「Reunion」 |      |
| 2003        | Black Sash                                  | 第1シーズン第4話「Prodigal Son」 |      |
| 2004        | Life as We Know It                          | 第1シーズン第8話「Family Hard-ships」 |      |
| 2004        | One Tree Hill                               | 第1シーズン第20話「パーティーを取り返せ」 |      |
| 2005-2010   | LOST Lost                                   | 第1シーズン第22話「タイムカプセル」 |      |
| 2005-2010   | LOST Lost                                   | 第2シーズン第4話「憂鬱な仕事」 |      |
| 2005-2010   | LOST Lost                                   | 第2シーズン第12話「天使の言葉」 |      |
| 2005-2010   | LOST Lost                                   | 第2シーズン第18話「再開」 |      |
| 2005-2010   | LOST Lost                                   | 第2シーズン第22話「隠された取引」 |      |
| 2005-2010   | LOST Lost                                   | 第3シーズン第4話「自らのために生きよ」 |      |
| 2005-2010   | LOST Lost                                   | 第3シーズン第10話「希望」 |      |
| 2005-2010   | LOST Lost                                   | 第3シーズン第14話「エクスポゼ |      |
| 2005-2010   | LOST Lost                                   | 第3シーズン第18話「受胎の日」 |      |
| 2005-2010   | LOST Lost                                   | 第3シーズン第21話「グレイテストヒッツ」 |      |
| 2005-2010   | LOST Lost                                   | 第4シーズン第3話「雇われた男」 |      |
| 2005-2010   | LOST Lost                                   | 第4シーズン第7話「ジヨン」 |      |
| 2005-2010   | LOST Lost                                   | 第4シーズン第10話「父の影」 |      |
| 2005-2010   | LOST Lost                                   | 第5シーズン第2話「嘘」 |      |
| 2005-2010   | LOST Lost                                   | 第5シーズン第5話「死の島 |      |
| 2005-2010   | LOST Lost                                   | 第5シーズン第10話「理由」 |      |
| 2005-2010   | LOST Lost                                   | 第5シーズン第14話「変数」 |      |
| 2005-2010   | LOST Lost                                   | 第6シーズン第3話「彼女の心情」 |      |
| 2005-2010   | LOST Lost                                   | 第6シーズン第7話「ライナス博士」 |      |
| 2005-2010   | LOST Lost                                   | 第6シーズン第12話「ヒューゴの導き」 |      |
| 2005-2010   | LOST Lost                                   | 第6シーズン第16話「すべてはこのために」 |      |
| 2011-継続中 | ワンス・アポン・ア・タイム Once Upon a Time | 第1シーズン第1話「物語のはじまり」 |      |
| 2011-継続中 | ワンス・アポン・ア・タイム Once Upon a Time | 第1シーズン第2話「この世で一番愛するもの」 |      |
| 2011-継続中 | ワンス・アポン・ア・タイム Once Upon a Time | 第1シーズン第7話「The Heart Is a Lonely Hunter」 |      |
| 2011-継続中 | ワンス・アポン・ア・タイム Once Upon a Time | 第1シーズン第10話「7:15 A.M.」 |      |
| 2011-継続中 | ワンス・アポン・ア・タイム Once Upon a Time | 第1シーズン第14話「Dreamy」 |      |
| 2011-継続中 | ワンス・アポン・ア・タイム Once Upon a Time | 第1シーズン第18話「The Stable Boy」 |      |
| 2011-継続中 | ワンス・アポン・ア・タイム Once Upon a Time | 第1シーズン第22話「A Land Without Magic」 |      |
| 2011-継続中 | ワンス・アポン・ア・タイム Once Upon a Time | 第2シーズン第1話「Broken」 |      |
| 2011-継続中 | ワンス・アポン・ア・タイム Once Upon a Time | 第2シーズン第5話「The Doctor」 |      |
| 2011-継続中 | ワンス・アポン・ア・タイム Once Upon a Time | 第2シーズン第9話「Queen of Hearts」 |      |
| 2011-継続中 | ワンス・アポン・ア・タイム Once Upon a Time | 第2シーズン第14話「Manhattan」 |      |
| 2011-継続中 | ワンス・アポン・ア・タイム Once Upon a Time | 第2シーズン第22話「And Straight On 'Til Morning」 |      |
| 2012        | トロン：ライジング Tron: Uprising           | 第1シーズン第1話「Beck's Beginning」 |      |
| 2012        | トロン：ライジング Tron: Uprising           | 第1シーズン第2話「The Renegade, Part 1」 |      |
| 2012        | トロン：ライジング Tron: Uprising           | 第1シーズン第3話「The Renegade, Part 2」 |      |
| 2012        | トロン：ライジング Tron: Uprising           | 第1シーズン第4話「Blackout」 |      |
| 2013        | Once Upon a Time in Wonderland              | 第1シーズン第1話「Down the Rabbit Hole」 |      |

### 映画
- Confessions of an American Bride (2005) テレビ映画、脚本
- トロン: レガシー Tron: Legacy (2012) 脚本・原案